# Cetylpalmitat
Cetylpalmitat, auch Cetylesterwachs, Palmitinsäurecetylester und Walratersatz genannt, ist der Ester der gesättigten C16-Carbonsäure (Palmitinsäure) und des gesättigten C16-Alkohols (Cetylalkohol). Eingesetzt wird es in der Kosmetikindustrie als rückfettendes Verdickungsmittel für Salben und Cremes, früher in der Mineralölindustrie als Schmierstoffadditiv.

## Geschichte und Vorkommen
Cetylpalmitat, ein tierisches Wachs, wurde früher aus dem Walrat, der in Mengen von bis zu 5 Tonnen in den Kopfhöhlen des Pottwales vorkommt, gewonnen. Cetylpalmitat ist der Hauptbestandteil des Walrats. Seit dem Walfang-Moratorium im Jahre 1985 wird synthetisches Cetylpalmitat verwendet.

## Gewinnung und Darstellung
Der früher aus natürlichen Quellen gewonnene Walrat wurde direkt weiterverarbeitet, das heutige synthetische Cetylpalmitat wird durch Veresterung von natürlichen gesättigten und ungesättigten Fettsäuren und gesättigten Fettalkoholen gewonnen. Die benötigten Fettsäuren erhält man durch fraktionierte Destillation entsprechender gesättigter Fettsäuren; die Fettalkohole zum Beispiel aus natürlichen Fetten durch Hydrolyse und anschließende Hydrierung. Das im Handel befindliche „Cetylpalmitat“ ist eine Mischung verschiedener Ester mit einer mittleren molaren Masse von ungefähr 500 g·mol−1.

## Eigenschaften
Cetylpalmitat wird bis zu einem Gehalt von 3 % in Cremes und Salben verwendet. Die so hergestellte Creme/Salbe soll bei vergleichbarer Viskosität geschmeidiger sein als bei Verwendung von beispielsweise Cetylalkohol oder Bienenwachs. Die Cremes haben rückfettende und glättende Eigenschaften.

## Verwendung
Cetylpalmitat wird als hochwertiger Konsistenzgeber für Salben verwendet und ist ein Bestandteil der Kühlcreme (Unguentum leniens) nach Deutschem Arzneibuch.